# Рајзинг Сан (Индијана)
Рајзинг Сан (енгл. Rising Sun) град је у америчкој савезној држави Индијана.

## Демографија
По попису из 2010. године број становника је 2.304, што је 166 (-6,7%) становника мање него 2000. године.
| Група             | 2000.         | 2010.         |
| Белци             | 2.407 (97,4%) | 2.222 (96,4%) |
| Афроамериканци    | 24 (1,0%)     | 16 (0,7%)     |
| Азијати           | 4 (0,2%)      | 10 (0,4%)     |
| Хиспаноамериканци | 18 (0,7%)     | 42 (1,8%)     |
| Укупно            | 2.470         | 2.304         |